# Squash nos Jogos Pan-Americanos de 2011 - Duplas masculinas
A competição das duplas masculinas foi um dos eventos do squash nos Jogos Pan-Americanos de 2011, em Guadalajara. Foi disputada no Complexo de Squash entre os dias 15 e 17 de outubro.

## Calendário
Horário local (UTC-6).
| Data          | Horário | Fase             |
| ------------- | ------- | ---------------- |
| 15 de outubro | 15:00   | Oitavas de final |
| 16 de outubro | 16:05   | Quartas de final |
| 16 de outubro | 19:48   | Semifinal        |
| 17 de outubro | 11:52   | Final            |

## Medalhistas
| Ouro   | MEX Arturo Salazar e Eric Galvez                                                  |
| Prata  | USA Christopher Gordon e Julian Illingworth                                       |
| Bronze | PAR Esteban Casarino e Nicolás Caballero ARG Hernán D'Arcangelo e Roberto Pezzota |

## Resultados
| Oitavas de finais | Oitavas de finais              | Oitavas de finais | Oitavas de finais | Oitavas de finais |  |  | Quartas de finais | Quartas de finais               | Quartas de finais | Quartas de finais | Quartas de finais |  |  | Semifinais | Semifinais                      | Semifinais | Semifinais | Semifinais |  |  | Final | Final                          | Final | Final | Final |
|                   |                                |                   |                   |                   |  |  |                   |                                 |                   |                   |                   |  |  |            |                                 |            |            |            |  |  |       |                                |       |       |       |
|                   |                                |                   |                   |                   |  |  |                   |                                 |                   |                   |                   |  |  |            |                                 |            |            |            |  |  |       |                                |       |       |       |
|                   |                                |                   |                   |                   |  |  |                   | MEX A Salazar MEX E Galvez      | 11                | 11                |                   |  |  |            |                                 |            |            |            |  |  |       |                                |       |       |       |
|                   |                                |                   |                   |                   |  |  |                   | GUA B Bonilla GUA J Méndez      | 4                 | 3                 |                   |  |  |            |                                 |            |            |            |  |  |       |                                |       |       |       |
|                   |                                |                   |                   |                   |  |  |                   |                                 |                   |                   |                   |  |  |            | MEX A Salazar MEX E Galvez      | 11         | 11         |            |  |  |       |                                |       |       |       |
|                   |                                |                   |                   |                   |  |  |                   |                                 |                   |                   |                   |  |  |            | ARG H D'Arcangelo ARG R Pezzota | 4          | 6          |            |  |  |       |                                |       |       |       |
|                   |                                |                   |                   |                   |  |  |                   | ARG H D'Arcangelo ARG R Pezzota | 8                 | 11                | 11                |  |  |            |                                 |            |            |            |  |  |       |                                |       |       |       |
|                   | BRA V de Lima BRA R Fernandes  | W.O.              |                   |                   |  |  |                   | BRA V de Lima BRA R Fernandes   | 11                | 9                 | 5                 |  |  |            |                                 |            |            |            |  |  |       |                                |       |       |       |
|                   | CHI J Pinto CHI M Camiruaga    |                   |                   |                   |  |  |                   |                                 |                   |                   |                   |  |  |            |                                 |            |            |            |  |  |       | MEX A Salazar MEX E Galvez     | 11    | 11    |       |
|                   | PER A Duany PER D Elias        |                   |                   |                   |  |  |                   |                                 |                   |                   |                   |  |  |            |                                 |            |            |            |  |  |       | USA C Gordon USA J Illingworth | 7     | 9     |       |
|                   | PAR E Casarino PAR N Caballero | W.O.              |                   |                   |  |  |                   | PAR E Casarino PAR N Caballero  | 11                | 4                 | 11                |  |  |            |                                 |            |            |            |  |  |       |                                |       |       |       |
|                   |                                |                   |                   |                   |  |  |                   | COL A Vargas COL J Castilla     | 9                 | 11                | 10                |  |  |            |                                 |            |            |            |  |  |       |                                |       |       |       |
|                   |                                |                   |                   |                   |  |  |                   |                                 |                   |                   |                   |  |  |            | PAR E Casarino PAR N Caballero  | 8          | 10         |            |  |  |       |                                |       |       |       |
|                   |                                |                   |                   |                   |  |  |                   |                                 |                   |                   |                   |  |  |            | USA C Gordon USA J Illingworth  | 11         | 11         |            |  |  |       |                                |       |       |       |
|                   |                                |                   |                   |                   |  |  |                   | USA C Gordon USA J Illingworth  | 11                | 11                |                   |  |  |            |                                 |            |            |            |  |  |       |                                |       |       |       |
|                   |                                |                   |                   |                   |  |  |                   | ESA B García ESA W Weisskopf    | 8                 | 9                 |                   |  |  |            |                                 |            |            |            |  |  |       |                                |       |       |       |
|                   |                                |                   |                   |                   |  |  |                   |                                 |                   |                   |                   |  |  |            |                                 |            |            |            |  |  |       |                                |       |       |       |